# La Pâle Figure
La Pâle Figure (The Pale Criminal) est un roman policier historique de Philip Kerr paru en anglais en 1990, avec comme héros, dans sa deuxième apparition, le détective Bernhard Gunther. Ce livre est le deuxième de La Trilogie berlinoise.

## Résumé
Le roman se déroule du 26 août 1938 au 10 novembre 1938. Il fait notamment référence à la crise des Sudètes ainsi qu'à la nuit de Cristal, pogrom antisémite qui a eu lieu dans la nuit du mercredi 9 novembre au jeudi 10 novembre et dans la journée du jeudi. Des choix décisifs pour le monde doivent se faire à la conférence de Munich (septembre 1938). 
Dans le Berlin du Troisième Reich, tout se complique pour le détective (et ancien inspecteur de police) Bernhard Gunther, qui a maintenant 40 ans. « Bernie » s'est adjoint les services d'un ancien collègue policier, Bruno Stahlecker. Lors d'une enquête sur une affaire de chantage où une richissime éditrice, mère d'un homosexuel, se voit menacée au moyen de lettres d'amour que son fils a adressées à un médecin, Stahlecker se fait assassiner. Mais qui est l'auteur de ce meurtre : le maître-chanteur ou la police ?
Au même moment, Bernie est convoqué au siège de la Gestapo par Arthur Nebe : le SS-Obergruppenführer Heydrich, bras droit de Himmler, presse Bernie, qui n'apprécie en rien les nazis, afin que celui-ci s'occupe d'une affaire bien plus importante de son point de vue : un tueur en série viole et tue des adolescentes blondes et aryennes tout en se moquant de la police et de son inefficacité. Bernie n'a d'autre choix que d'être temporairement intégré en tant que Kriminalkommissar dans les troupes de la Sécurité de l'État de Heydrich, où il ne peut faire confiance ni à ses subordonnés ni à ses chefs.
Pendant qu'il enquête à Nuremberg sur les faits et gestes de Julius Streicher, directeur de l'hebdomadaire antisémite Der Stürmer, un sixième meurtre d'adolescente l'oblige à regagner Berlin, où les pistes s'entrecroisent dans l'entourage de plusieurs dignitaires du régime hitlérien, tels Otto Rahn et Karl Maria Wiligut, férus d'occultisme et de mysticisme. Bernie retournera à son point de départ, l'affaire de chantage, et saura ce qui a causé la mort de son partenaire, Stahlecker, ainsi que celle d'Inge Lorenz, sa compagne disparue deux ans plus tôt, lors de L'Été de cristal.

## Galerie

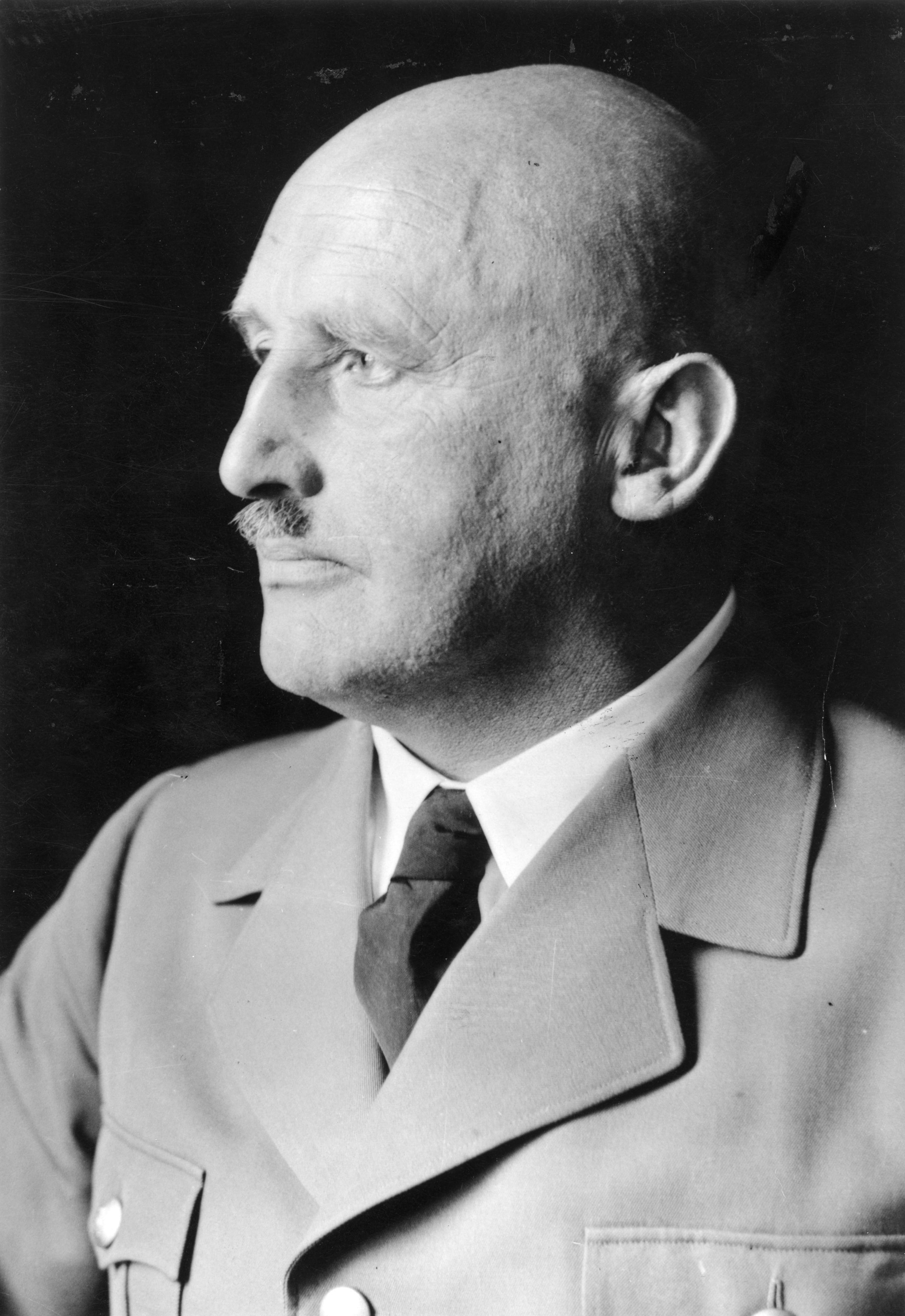
Streicher en 1935
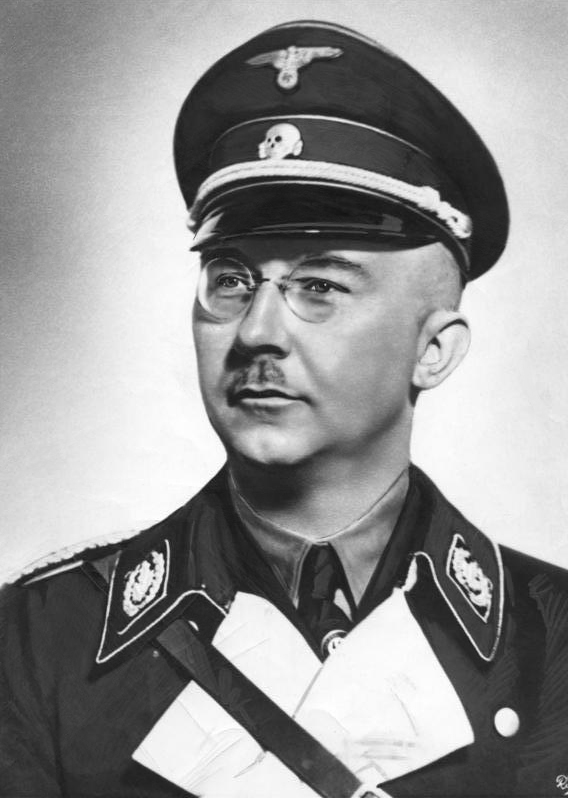
Himmler en 1938
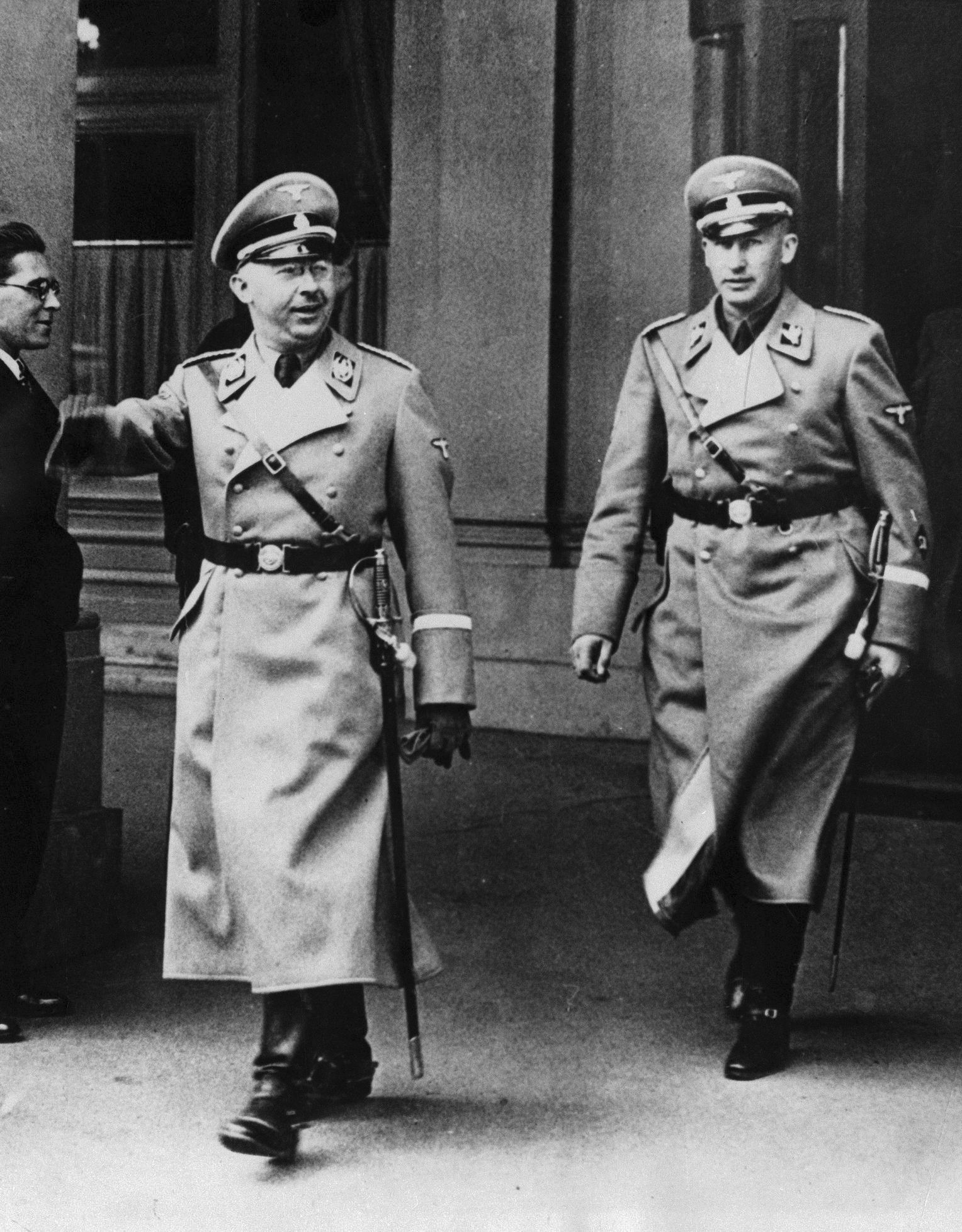
Himmler et Heydrich en 1938